# AUF - Partei für Arbeit, Umwelt und Familie
El AUF - Partei für Arbeit, Umwelt und Familie - Christen für Deutschland, también llamado AUF-Partei (en español: El Partido del Trabajo, Medio Ambiente y Familia - Cristianos por Alemania) fue un partido político alemán. Fue fundado el 26 de enero de 2008 en Berlín.
El partido se definía como socialcristiano. Era miembro del Movimiento Político Cristiano Europeo (ECPM), una asociación política europea de base cristiana.
En la elección federal alemana en 2013 el partido no participó.

## Historia
El AUF fue el resultado de Aufbruch 2009 (Despertar 2009), movimiento surgido de los congresos del ECPM entre 2004 y 2005. Los miembros provenían principalmente del Partido del Centro y el Partido Ecológico-Democrático (ÖDP). 
Walter Weiblen, exmiembro del Partido de los Cristianos Respetuosos de la Biblia (PBC) se desempeñó como presidente del partido hasta noviembre de 2008. Peter Schneider se convirtió en su sucesor en 17 de enero de 2009. El partido consiguió algunos escaños a nivel local. En 2009, el partido fue admitido en las elecciones europeas. Se organizaron actos de campaña con personalidades importantes del partido, como Eva Herman, Christa Meves y el publicista Martin Lohmann.
El AUF se fusionó en marzo de 2015 con el PBC, formando el partido Bündnis C – Christen für Deutschland.